# Europäischer Schwertkampf

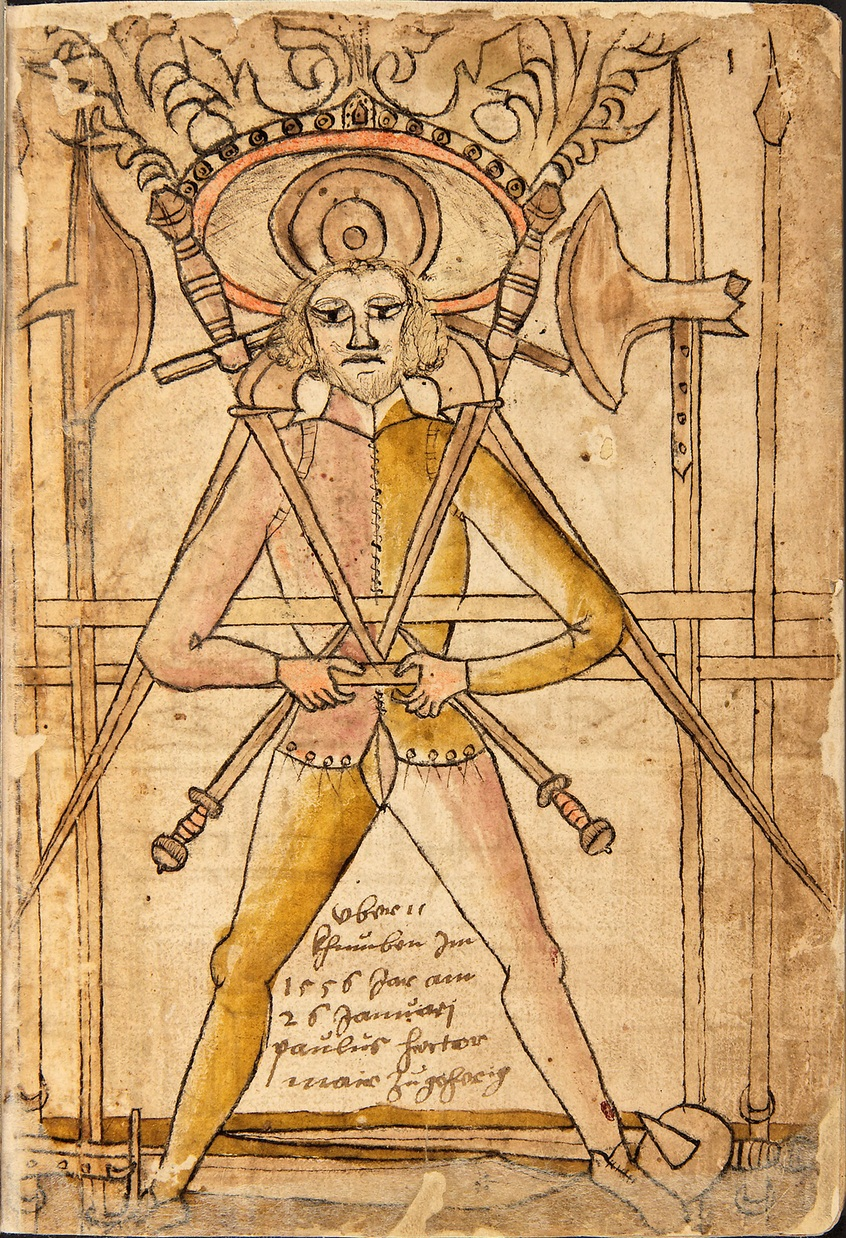
Bild aus dem Codex Wallerstein: Fechter mit diversen Waffen (15. Jahrhundert)

Als Europäischer Schwertkampf wird die historische Kampfkunst bezeichnet, die dem mittelalterlichen und frühmodernen Fechten mit Schwertern in Europa zugrunde liegt. Diese Kampfkünste sind inhaltlich vom Sportfechten des 19. und 20. Jahrhunderts zu unterscheiden.

## Terminologie
Der Begriff Schwertkampf wurde erst in der Romantik geprägt und bezeichnete den „Kampf mit dem Schwerte“ in dramatischem oder lyrischem Kontext; Grimms Wörterbuch nennt Texte von Carl Leberecht Immermann und Gustav Freytag als Belegstellen. Ebenfalls ein früher Beleg ist das „Sempacherlied“ von Heinrich Bosshard (um 1836), wo die Rede ist „von Speerwucht und wildem Schwertkampf, von Schlachtstaub und heissem Blutdampf“. Vor der Romantik wurden die historischen Kampfstile mit dem Schwert „Schwertfechten“ genannt.

## Geschichte und Beschreibung
Der historische europäische Schwertkampf kann heute nur noch teilweise aufgrund der zeitgenössischen Fechtbücher rekonstruiert werden. Das Schwertfechten des 14. und 15. Jahrhunderts war eine von feinen Techniken geprägte Kampfkunst.
Die Blütezeit des organisierten Schwertkampfes umspannt das Hochmittelalter, Spätmittelalter und die Renaissance (13. bis 16. Jahrhundert). Organisierte Fechtschulen und Fechtgesellschaften (Fechtmeister) gewannen ab dem späten 13. Jahrhundert immer mehr an Bedeutung und waren im ganzen Gebiet des Heiligen Römischen Reiches verbreitet.

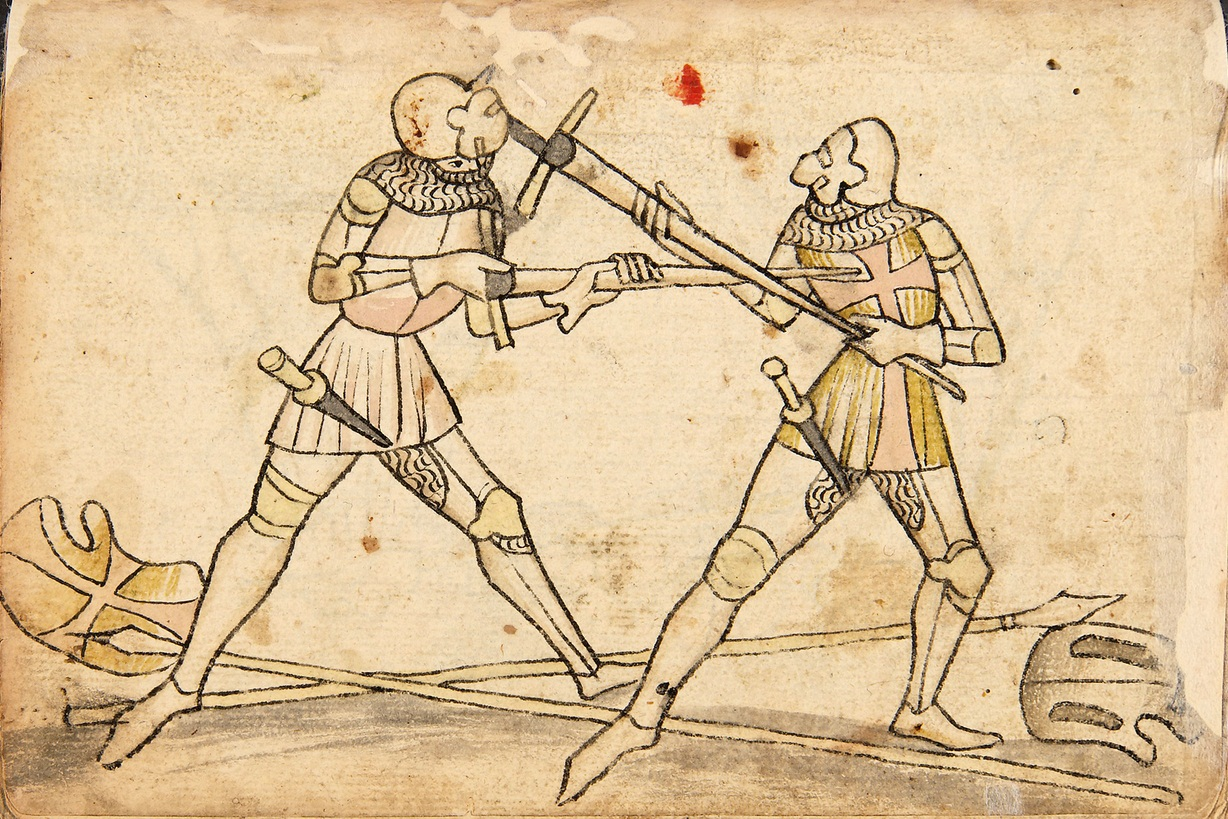
Illustration eines Stichs mit dem „Halben Schwert“ gegen einen „Mordschlag“ in Plattenrüstung (Bild 214 des Codex Wallerstein)

Im Bereich des spätmittelalterlichen deutschen Schwertfechtens lässt sich eine grobe Einteilung vornehmen in:
- Bloßfechten: Der Schwertkampf ohne Rüstung („im langen Schwert“)
- Harnischfechten: Der Schwertkampf in Rüstung (das kurtz swert zw gewappenter hant („im kurzen Schwert zur gewappneten Hand“) – Codex 44A8)
- Messerfechten: Kampf mit dem Langen Messer, vergleichbar einem kurzen, einschneidigem Schwert oder Säbel
- Ringen am Schwert: Der Kampf an der Waffe, bei dem eine freie Hand oder ein Bein zum Ringen benutzt wird. Jeweils Bestandteil des Bloß- und Harnischfechtens
- Rossfechten: Schwertkampf zu Pferd
- Schwert & Schild: Schwertkampf mit Buckler (Faustschild), Stechschild, in Südeuropa auch mit Targe und Rotella
- Ergänzend wurden weitere Waffengattungen wie Scheibendolch und diverse Stangenwaffen sowie waffenloser Ringkampf gelehrt.

Das älteste erhaltene Fechtbuch ist das sogenannte I.33 oder Towerfechtbuch, das in den Royal Armories im englischen Leeds aufbewahrt wird. Es ist ein deutsches Fechtbuch, wahrscheinlich von einem Mönch namens Luitger gegen Ende des 13. oder zu Beginn des 14. Jahrhunderts geschrieben. Es beschäftigt sich ausschließlich mit dem Kampf mit Schwert und Buckler. Die über Jahrhunderte prägende Person der sogenannten Deutschen Schule war Johannes Liechtenauer, der im 14. Jahrhundert die verschiedenen Kampfweisen mit dem Langen Schwert in Europa erforscht und systematisiert hat.
Die meisten späteren deutschsprachigen Fechtmeister bis ins frühe 17. Jahrhundert und Mehrzahl der deutschsprachigen Quellen zur Handhabung des Langschwerts beziehen sich hochachtungsvoll auf Liechtenauer und seine Lehre, so dass man von der Liechtenauer-Tradition sprechen kann. Allerdings gibt es auch einige Quellen, die eine von Liechtenauer unabhängige Fechtweise mit dem Langschwert beschreiben. Neben den deutschsprachigen Quellen zum Kampf mit dem Langschwert sind vornehmlich italienische Quellen (Fiore dei Liberi und Filippo Vadi) überliefert.
Bedeutende zeitgenössische Aufzeichnungen aus dem deutschen Sprachraum sind die Handschrift 3227a sowie die Fechtbücher Danzigs, Ringecks, Lews, Speyers, Talhoffers, Kals, Leckküchners, Meyers und andere.
Um 1500 entstand in Bologna die eigenständige Dardi-Schule mit Meistern wie Antonio Manciolino und Achille Marozzo. Im Gegensatz zu den vorangegangenen Systemen bildet hier das einhändige Seitschwert die Basis der Fechtkunst, und nicht das Lange Schwert. Ausgehend vom späteren 16. Jahrhundert gewann dann das italienische Rapierfechten in ganz Westeuropa an Popularität. Besonders erfolgreich war das Fechtbuch von Salvator Fabris (1606).
Eine eigenständige britische Schule trat bereits im 15. Jahrhundert auf, ist aber nur in wenigen Werken wie dem sogenannten Harley Manuscript erhalten. Eine umfangreicher belegte Schule trat erstmals 1599 mit George Silver in Erscheinung. Silver sprach sich gegen die Ausbreitung des Rapiers und die Popularität italienischer Fechtmeister in England aus und bevorzugte das einheimische „kurze“ Schwert oder backsword (Seitschwert).
Eine Spanische Fechtschule, bekannt als Destreza oder La Verdadera Destreza (etwa „Die Wahre Kunst“), entwickelte sich ab dem späteren 16. Jahrhundert, ebenfalls basierend auf dem Rapier. Sie grenzte sich vom „vulgären“ Fechten (esgrima vulgar) des Mittelalters ab und wollte die Fechtkunst nach humanistischen, wissenschaftlichen Prinzipien entwickeln.

## Das Ende der deutschen Fechtschule
Die deutsche Fechtschule, ausgezeichnet vor allem durch das Fechten mit dem Langschwert, starb im 17. Jahrhundert aus, als sich auch in Deutschland das Fechten nach der italienischen Schule mit dem Rapier durchsetzte.
Die italienischen und spanischen Schulen des Rapierfechtens überlebten dagegen bis ins 18. Jahrhundert und entwickeln sich im 19. Jahrhundert zum modernen Sportfechten. Die französische Terminologie im modernen Fechten geht auf Henry de Sainct-Didier (1573) zurück.
In Deutschland nimmt das studentische Fechten eine Sonderstellung ein. Mit einer Tradition, die in das 16. Jahrhundert zurückreicht, fochten die Studenten zunächst mit dem Rapier, im 18. Jahrhundert mit dem Kostümdegen (smallsword) und später mit dem Florett („Pariser“) und dem „Göttinger Hieber“. Akademisches Hieb- und Stichfechten, respektive mit dem „Hieber“ und dem „Pariser“, führten im frühen 19. Jahrhundert eine parallele Existenz. Aufgrund der häufigen Lungenverletzungen mit dem stichlastigen Florett („Lungenfuchser“) setzte sich jedoch nach 1860 das Hiebfechten mit dem „Korbschläger“ beziehungsweise „Glockenschläger“ durch, welche heute beide noch von schlagenden Studentenverbindungen benutzt werden. Der Akademische Säbel spielt hingegen seit dem Zweiten Weltkrieg keine Rolle mehr.

## Rekonstruktion
Im 19. Jahrhundert versuchte man anhand der Fechtbücher Techniken zu rekonstruieren. So wollte der Fechtmeister und Offizier Alfred Hutton (1839–1910) die alten Techniken anhand des vorliegenden Materials rekonstruieren.
Ab dem späteren 20. Jahrhundert begann sich historisches Fechten als eigenständige Kampfkunst zu etablieren. Im Zuge der Wiederentdeckung der alten europäischen Fechttradition kamen auch verschiedene neue Fechtbücher auf den Markt, die sich teilweise an historische Vorbilder anlehnen oder diese reproduzieren, teilweise aber auch auf die Bedürfnisse von Reenactment und Schaukampf zugeschnitten sind.
Der Begriff „Historisches Fechten“ wird von den einzelnen Vereinen und Gruppen sehr uneinheitlich verwendet, häufig bezeichnen sich beispielsweise auch Schaukampf- und Theaterfechtgruppen als Vereine für Historisches Fechten. Der Anspruch an eine wirkliche Rekonstruktion der historischen Schwertkampfkunst wird dementsprechend sehr unterschiedlich aufgefasst.
Seit 2014 existiert jedoch mit dem DDHF ein nationaler Dachverband, der die Interessen unter einer gemeinsamen Definition bündelt.

## Dokumentar- und Lehrfilme zum Thema europäischer Schwertkampf
- Langes Schwert Teil 1 nach Johannes Liechtenauer. Agilitas.tv, 2007, ISBN 3-931616-21-5.
- Hans Talhoffers Fechtkunst – Das Schwert. Agilitas.tv, 2008.
- Schwertkampf in der Rüstung. Agilitas.tv, 2005, ISBN 3-931616-19-3.
- Kampf- und Kriegsringen 1: Mit dem Dolch. Agilitas.tv, ISBN 3-931616-22-3.
- Langes Messer Teil 1 nach Johannes Lecküchner. Agilitas.tv, ISBN 3-931616-27-4.
- Leibringen für Anfänger. Agilitas.tv, ISBN 3-931616-16-9.
- Traditioneller Schaukampf für Anfänger. Agilitas.tv, ISBN 3-931616-28-2.
- Langes Schwert Teil 2 nach Johannes Liechtenauer und anderen Meistern. Agilitas.tv, ISBN 3-931616-38-X.